# Karol Kuzmány
Karol Kuzmány, né le 16 novembre 1806 à Brezno et mort le 14 août 1866 à Horná Lehota, est un écrivain et journaliste slovaque. Il est entre 1863 et 1866 vice-président de la Matica slovenská.